# Hunting Air Travel
Hunting Air Travel (ab August 1951 Hunting Air Transport) war eine britische Fluggesellschaft mit Sitz in Bovingdon, später auch Flughafen London-Gatwick.

## Geschichte
Hunting Air Travel wurde im Dezember 1945 von drei Mitgliedern der Familie Hunting gegründet. Neben der Betriebs- und Instandhaltungsorganisation der Fluggesellschaft umfasste sie auch die anderen Luftfahrtbeteiligungen der Hunting Group an Percival Aircraft Ltd, Hunting Aerosurveys Ltd und Aerofilms Ltd.
Am 1. Januar 1946 wurde der Flugbetrieb vom Flugplatz Bovingdon mit einer von vier einmotorigen Percival Proctor aufgenommen. Es war der erste Lufttaxi-Flug in Großbritannien nach dem Zweiten Weltkrieg. Ebenfalls ab 1946 wurden mit zweimotorigen Avro Anson und De Havilland DH.89 Dragon Rapide Charterflüge im Inland sowie zu Zielen auf dem europäischen Festland durchgeführt.
Im Februar 1947 wurde die Hauptbasis zum Flughafen London-Gatwick verlegt. Sekundäre Stationierungsorte waren der Flughafen Croydon und der Flugplatz von Nottingham. Im selben Jahr wurden Hunting's erste moderne Flugzeugtypen übernommen, eine Vickers Viking und eine De Havilland DH.104 Dove. Die Viking wurde auch gleich eingesetzt, um Frachtflüge mit frischem Obst aus Italien durchzuführen. Auf einem der Rückflüge, am 13. Mai 1947, wurde die Maschine auf dem Flughafen Gatwick derart hart aufgesetzt, dass das Fahrwerk zusammenbrach. Die Unfalluntersuchung zeigte eine Überladung um 189 pounds und eine Schwerpunktlage, die hinter der zulässigen Grenze lag, da die schlecht gesicherte Fracht sich nach hinten verschoben hatte. Daher musste Hunting bis zur Lieferung der zweiten Maschine im Juli ohne Viking auskommen.
Ab 1948 wurden mit der wachsenden Flotte von Vikings Fracht- und Passagiercharterflüge bis Nairobi und Johannesburg durchgeführt, was bei einer Reisegeschwindigkeit von gerade einmal gut 330 km/h (180 Knoten) jeweils mehrere Tagesreisen bedeutete. Viele solcher Flüge wurden im Auftrag der Cunard Steamship Company und der British Overseas Airways Corporation (BOAC) ausgeführt.
Am 1. November 1948 wurde ein planmäßiger wöchentlicher Passagierflug von London nach Daressalam (Tanganjika) im Auftrag der Overseas Food Corporation begonnen. Die Hinflüge waren stets voll besetzt, die Rückflüge etwa zur Hälfte. Die reine Flugzeit betrug 50 Stunden, und es mussten Zwischenlandungen in Nizza, Malta, El Adem (Tobruk, Tripolitanien), Wadi Halfa, Khartum und Juba (alle im Sudan) und Daressalam zum Zielort Lindi (Tanganjika) eingelegt werden. Über 50 Hin- und Rückflüge konnten bewerkstelligt werden.
Ein anderer bemerkenswerter regulärer Flug führte nach Italien, wo insgesamt 4000 Angehörige die Kriegsgräber ihrer gefallenen Verwandten besuchten. Zeitweise wurden sieben bis zehn Flüge pro Woche zu 9 verschiedenen italienischen Flughäfen durchgeführt.
Auch wurden in Verbindung mit der irischen Aer Lingus sehr erfolgreich Pilgerflüge von Dublin nach Rom zum halben regulären Preis angeboten, was sicher auch dadurch begünstigt wurde, dass der begleitende Priester kostenlos mitfliegen konnte.
Ein weiterer Geschäftszweig entwickelte sich günstig, als immer häufiger planmäßige Linienflüge für die größeren Fluggesellschaften Air France, British European Airways (BEA) und Aer Lingus übernommen werden konnten.
Im Juni 1950 erhielt Hunting Air Travel einen Vertrag über 60 regelmäßige Flüge für das Verteidigungsministerium zwischen Bovingdon und Westafrika, wodurch zwei Vikings kontinuierlich mit diesen Flügen ausgelastet waren, die jeweils sieben Tage dauerten, 3 hin, einen Tag Aufenthalt und 3 zurück. Der erste dieser Flüge startete am 1. Juli 1950 vom Flugplatz Bovingdon. Wegen der Zuverlässigkeit dieses Betriebs wurde der Vertrag 1951 nicht nur verlängert, sondern Hunting erhielt im August 1951 einen weiteren, zweijährigen Truppentransport-Vertrag nach Gibraltar und Malta. Allein unter diesem Auftrag wurden zwischen August 1951 und Oktober 1953 mit den Vikings 232 Flüge nach Gibraltar und 1016 nach Malta durchgeführt, bei denen 75.333 Mann Militärpersonal und deren Familien befördert wurden.
Auf einem der längsten Charterflüge wurde im Februar 1950 bemerkenswerter Weise eine offizielle Delegation der British Overseas Airways Corporation (BOAC) nach Pakistan geflogen, die dort drei Wochen lang die Viking zu diversen Besuchen nutzte.
Auch die sehr erfolgreichen Pilgerflüge von Dublin nach Rom in Verbindung mit Aer Lingus wurden 1950 fortgesetzt. Alleine an einem Wochenende wurden 180 Mitglieder des Belvedere College bei Dublin nach Rom geflogen, wofür 7 Vikings nahezu gleichzeitig benötigt wurden.
Im Oktober 1949 war der lukrative Vertrag mit der der Overseas Food Corporation nach Daressalam ausgelaufen. Dennoch war die Gesellschaft in den Jahren 1950 und 1951 mit den Pilgerflügen und denen des Verteidigungsministerium recht gut ausgelastet.
Anfang 1951 zählte Hunting Air Travel dreißig Piloten und 120 weitere Angestellte. Im August 1951 wurde die Gesellschaft dann in Hunting Air Transport umbenannt. Diese Gesellschaft ging im Oktober 1953 in der Hunting-Clan Air Transport auf.

## Flugziele
Es wurden zunächst ausschließlich Fracht- und Passagiercharterflüge durchgeführt, wobei der Schwerpunkt der Ziele in Großbritannien lag. Allmählich dehnte sich das Streckennetz auch auf andere europäische Länder aus. So konnten Charterflüge durchgeführt werden, sei es mit Fracht oder Passagieren, nach Italien, aber auch Spanien, die Schweiz, Belgien, Schweden, Dänemark, Griechenland und zahlreiche Frankreich-Flüge. Schwerpunkt waren aber weiterhin Flügge innerhalb Großbritanniens, vor allem zu den Kanalinseln. Auch in den Mittleren Osten kamen zahlreiche Charterflüge zustande. Mehrtägige Langstreckenflüge führten nach Ost-, West- und Südafrika. Später konnten immer häufiger planmäßige Linienflüge für die größeren Fluggesellschaften Air France, British European Airways (BEA) und Aer Lingus innerhalb Europas übernommen werden.

## Flotte

### Flotte bei Betriebsübergang
- 04 × Avro Anson Oktober 1946 – August 1951
- 06 × Avro York Januar 1953 – August 1951
- 03 × De Havilland DH.89 Dragon Rapide Februar 1946 – August 1951
- 07 × Douglas DC-3 Juni 1951 – August 1951
- 11 × Vickers Viking Mai 1947 – August 1951

### Zuvor eingesetzte Flugzeuge
- 2 × De Havilland DH.104 Dove April 1947 – April 1950
- 4 × Percival Proctor Dezember 1945 – Januar 1951

## Zwischenfälle
- Am 8. Mai 1951 kam es bei einer Viking 1 der Hunting Air Travel (G-AHPD) zu einem Motorausfall kurz nach dem Abheben vom Flughafen Bordeaux, Frankreich. Bei der anschließenden Bauchlandung überlebten alle 32 Insassen, das Flugzeug wurde jedoch irreparabel beschädigt.[14]